# Super Crate Box
Super Crate Box est un jeu vidéo indépendant développé par Vlambeer en 2011. Il est disponible en téléchargement sur la plateforme Steam, ou sur le site officiel du jeu. Il est aussi disponible sous iOS depuis le 19 décembre 2012.

## Système de jeu
Super Crate Box est un jeu d'arcade en 2D dans lequel vous incarnez un personnage variant à chaque partie, dont le but est de collecter des caisses, en évitant les hordes de monstres voulant le dévorer. Chaque caisse offre un point au joueur, et lui offre une arme. Cette arme est conservée jusqu'à l'ouverture d'une autre caisse.
Sa durée de vie étant assez faible, ce jeu offre quelques armes et personnages à remporter. 
Le jeu inclut aussi une fonction de compétition, le score d'un joueur étant partagé.

## Réception
Lors de l'Independent Games Festival 2011, le jeu a été nommé dans la catégorie Excellence en Design et a reçu une mention honorable dans la catégorie du Grand prix Seumas-McNally.